# Before I Forget
"Before I Forget" er en single fra det alternative metalband Slipknot fra deres album Vol. 3: (The Subliminal Verses). I februar 2006 vandt "Before I Forget" en grammy i kategorien Best Metal Performance. Efter at have været nomineret for seks år i træk var det bandets første vundne grammy nogensinde. "Before I Forget" er en sang der er udviklet fra en langt tidligere Slipknot sang ved navn "Carve".

## Musikvideo
Musikvideoen "Before I Forget" viser Slipknots optræden umaskeret. Det eneste man dog får at se af ansigterne er når kameraet tager fokus på en lille del som munden eller øjnene. Makskerne hænger ved siden af dem og kan ses svinge omkring. I videoen er der mere fokus på medlemmernes instrumenter end der er på deres ansigter.  

## Brug i andre medier
- "Before I Forget" er en af sangene der er brugt i PlayStation 3 spillet MotorStorm.
- I den iranske film Maxx kan man se Amir Ali overvære et klip af musikvideoen i hans fjernsyn.

## Trivia
- Lyrikken indeholder flere elementer af darwinisme: I was a creature before I could stand (Jeg var et dyr før jeg kunne stå) såvel som machiavellisme: My end, It justifies my means (Min slutning (død) retfærdiggør mine tarveligheder).
- "Bip-lydene" der kan bliver hørt i slutningen af sangen er morsekode for Slipknot.